# البرتینا، کیپ غربی
البرتینا، کیپ غربی (به لاتین: Albertinia, Western Cape) یک شهرک در آفریقای جنوبی است که در کیپ غربی واقع شده‌است.